# Ouragan de Nouvelle-Angleterre (1938)
L’ouragan de Nouvelle-Angleterre de 1938 (également appelé Grand ouragan de Nouvelle-Angleterre, Long Island Express ou simplement le Grand ouragan de 1938) fut le premier grand ouragan à affecter les côtes de Nouvelle-Angleterre depuis 1869. Cette tempête s'est formée au large des côtes d’Afrique en septembre 1938, atteignant la catégorie 5 sur l’échelle de Saffir-Simpson avant de se dissiper en ouragan de catégorie 3 à Long Island le 21 septembre. Cet ouragan tua plus de 682 personnes, endommagea ou détruisit plus de 57 000 maisons, et fit pour plus de 4,7 milliards de $US de dégâts (en $US de 2005). En 1951, on pouvait encore voir des arbres et des bâtiments portant les séquelles de cette catastrophe climatique.

## Évolution météorologique
La tempête a pris naissance comme un ouragan capverdien dans l'est de l'océan Atlantique. Les premiers rapports datent du 10 septembre et au cours des dix jours suivant, elle s'intensifia tout en se dirigeant vers l'ouest-nord-ouest. À son paroxysme, vers le 20 septembre à l'est des Bahamas, elle avait atteint la catégorie 5, avant de bifurquer vers le nord. En effet, elle entra dans le flux d'un creux barométrique le long des Appalaches. Elle évita ainsi les Bahamas, la Floride et les États du Sud-Est des États-Unis.
Le Weather Bureau des États-Unis avait prévu que l’ouragan continuerait à tournoyer pour mourir à l'est des côtes de Nouvelle-Angleterre, selon la trajectoire habituelle dans ces cas. Mais l'anticyclone des Bermudes l’empêcha cependant de se diriger vers la pleine mer et il maintint son cap droit au nord. Cette tempête est remarquable par sa vitesse exceptionnelle de déplacement, près de 110 km/h. Cette vitesse exceptionnelle permit à l’ouragan d'atteindre très vite les côtes du nord-est du continent américain, plutôt que de perdre de sa puissance dans les eaux froides de l'Atlantique nord, vitesse qui lui valut le surnom de « Long Island Express ».
L'ouragan frappa d'abord le comté de Suffolk à Long Island, New York le 21 septembre 1938 sous la forme d'un ouragan violent de catégorie 3 d'après l’échelle de Saffir-Simpson actuelle, avec une dépression à cœur de 946 mbar (hPa). Puis elle traversa le détroit de Long Island Sound, le Connecticut, Rhode Island, le Massachusetts, le New Hampshire et le Vermont avant de se dissiper au Canada, où sa vitesse était encore d'un niveau exceptionnel.
L’ouragan frappa Long Island vers 15h30, c'est-à-dire juste quelques heures avant l'heure astronomique de la marée haute. À ce moment, l’œil du cyclone atteignait un diamètre de 80 km, tandis que l’ouragan s'étendait sur une largeur de près de 800 km.

## Conséquences

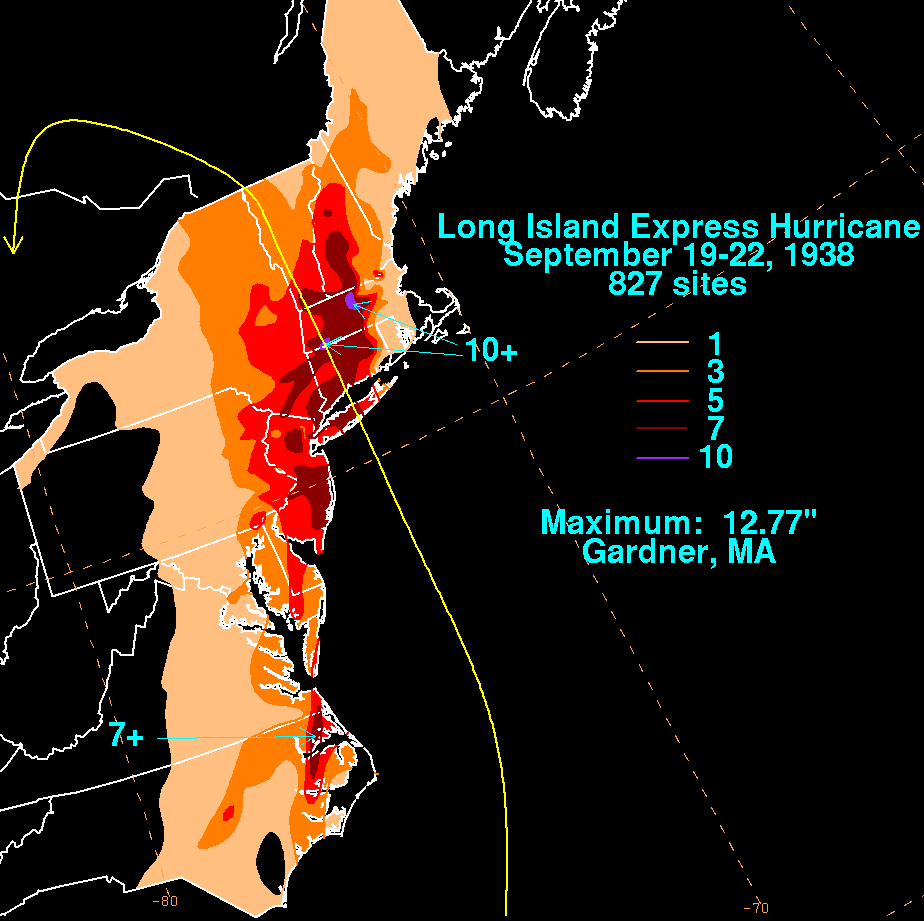
Accumulations de pluie sur la côte Est des États-Unis

L'essentiel des destructions fut le fait de l’onde de tempête et des vents. Les dégâts ont été estimés à 6 $ milliards (en $US de 2004), ce qui en fait le deuxième ouragan le plus dévastateur du continent nord-américain. On estime que si une catastrophe similaire touchait cette région de nos jours, elle occasionnerait 39,2 milliards de $ (au cours de 2005) de dégâts.
Près de 700 personnes y ont trouvé la mort en Nouvelle-Angleterre, la plupart au Rhode Island, et 100 autres personnes sur le reste du passage du cyclone. On a dénombré en outre 708 blessés.
Au total, 4 500 pavillons, fermes, et autres habitations ont été détruits. De plus, 25 000 maisons ont été fortement endommagées. Parmi les autres sinistres, il y a lieu de mentionner 26 000 véhicules détruits, 20 000 poteaux électriques et téléphoniques abattus, 1 700 têtes de bétail et 750 000 poulets tués, 2,6 millions $US (1938) de dommages aux navires de pêche et aux équipements portuaires, ainsi que la moitié de la récolte de pomme détruite. L’ouragan a également ravagé les forêts de Nouvelle-Angleterre, endommageant environ 2 milliards d'arbres. Les inondations liées aux précipitations n'ont joué qu'un rôle minime, le passage brutal de l'ouragan ayant diminué l'intensité des pluies, de sorte que seules quelques zones du Connecticut et Massachusetts ont reçu plus de 250 mm de pluie (voir carte).

### À New York
À Long Island, la tempête submergea la route côtière (Dune Road) le long de Westhampton Beach, occasionnant 29 morts. Le cinéma de Westhampton fut arraché par les eaux et précipité à la mer : près de 20 spectateurs qui assistaient à une session de matinée, et le projectionniste, furent projetés dans la mer à 3 km au large et périrent noyés. Il y eut 21 autres victimes relevées le long du reste de la côte Est de Long Island. Le front de l'onde de tempête de l'ouragan obliqua temporairement vers Montauk sur une île lorsqu’il inonda l'échangeur de South Fork à Napeague et emporta la voie ferrée de Long Island Railroad.
L'onde de tempête déplaça les bancs de sable autour du phare de Cedar Point, créant une digue naturelle entre l'île et l'actuel Cedar Point County Park. Les vagues dessinèrent les contours de l'actuelle baie de Shinnecock en déblayant une partie considérable de la barrière sous-marine qui séparait Shinnecock Bay de l’océan Atlantique. Les vents jetèrent à bas le pinacle du plus haut édifice de Sag Harbor (la Whalers Church). Ce pinacle n'a jamais été reconstruit depuis. Le quartier de Wading River a été particulièrement touché.
À Greenport, le long de la rocade nord de Long Island, la tempête souffla le cinéma de Front Street.

### Rhode Island

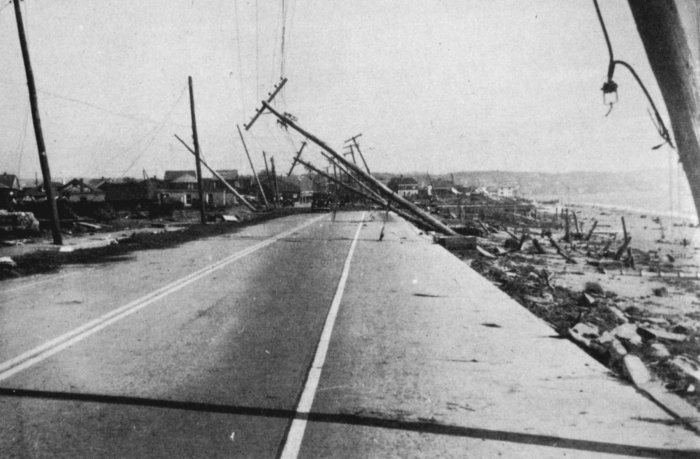
Dégâts dans Island Park (Rhode Island).

L’onde de tempête frappa Westerly (Rhode Island) à 15h50 EDT, occasionnant 100 morts dans cette seule localité.
En raison d'une conjonction entre la marée d'équinoxe et la pleine lune, la mer était déjà inhabituellement haute. L’ouragan souleva des lames d'une hauteur de 4,30 m à 5,50 m tout le long des côtes de Long Island et du Connecticut, avec des vagues de 5,50 m à 7,60 m de hauteur entre l'est de New London et Cape Cod. L’onde de tempête fut particulièrement violente le long des côtes de Rhode Island, balayant des centaines de résidences estivales dans la mer. Lorsque le front de l'onde bifurqua vers le nord en direction de la Baie de Narragansett, il fut encore amplifié par la forme de tuyère de la baie, les vagues dépassant la cote de marée habituelle de 4,80 m, avec une lame d'eau de plus de 4 m dans certaines artères du centre-ville de Providence. Plusieurs automobilistes périrent noyés dans leur auto
.
Plusieurs maisons et superstructures furent détruites, aussi bien le long du rivage qu'à l'intérieur des terres. Plusieurs stations balnéaires disparurent : Napatree Point, un hameau de quarante familles sur un cap entre l’océan Atlantique et la petite baie de Narragansett, au large de Watch Hill (Rhode Island), fut complètement balayé. Aujourd'hui, Napatree n'est plus qu'une réserve naturelle, où la construction est interdite. Les seules constructions situées directement sur la côte et qui ont résisté à la catastrophe auront été les immenses villas en pierre de Newport car les plus grandes de ces maisons se trouvaient surtout le long de Cliff Walk, très au-dessus des vagues. Cependant, certaines d'entre elles, dont The Breakers et Carey Mansion (qu'on appelait à l'époque Seaview Terrace), portent encore les séquelles des vents violents de 1938.
L'un des faits divers les plus tragiques est le sort des sept enfants qui périrent après que leur chauffeur, Norman Caswell, les ait abandonnés dans le bus scolaire alors qu'il tentait de traverser une digue trop étroite (Mackerel Cove) à Jamestown (Rhode Island). Engagé à mi-chemin sur cette digue, le bus cala ; Les enfants sortirent du bus pour former une chaîne humaine, pensant qu'ainsi ils seraient plus en sécurité. Mais la chaîne se rompit et les enfants furent emportés par les vagues. On retrouva leurs corps par la suite en différents points de la Baie de Narragansett. Les seuls survivants furent Caswell et Clayton Chellis, dont la sœur a péri. Ce dernier avait décidé de rentrer à bicyclette, sauvant sa vie.
À quelques kilomètres de Conanicus Island, l'aubergiste Walter Eberly trouva la mort dans l'effondrement du phare de Whale Rock; dont la base avait été sapée par la violence des vagues. On ne retrouva jamais son corps.

### Connecticut et Massachusetts

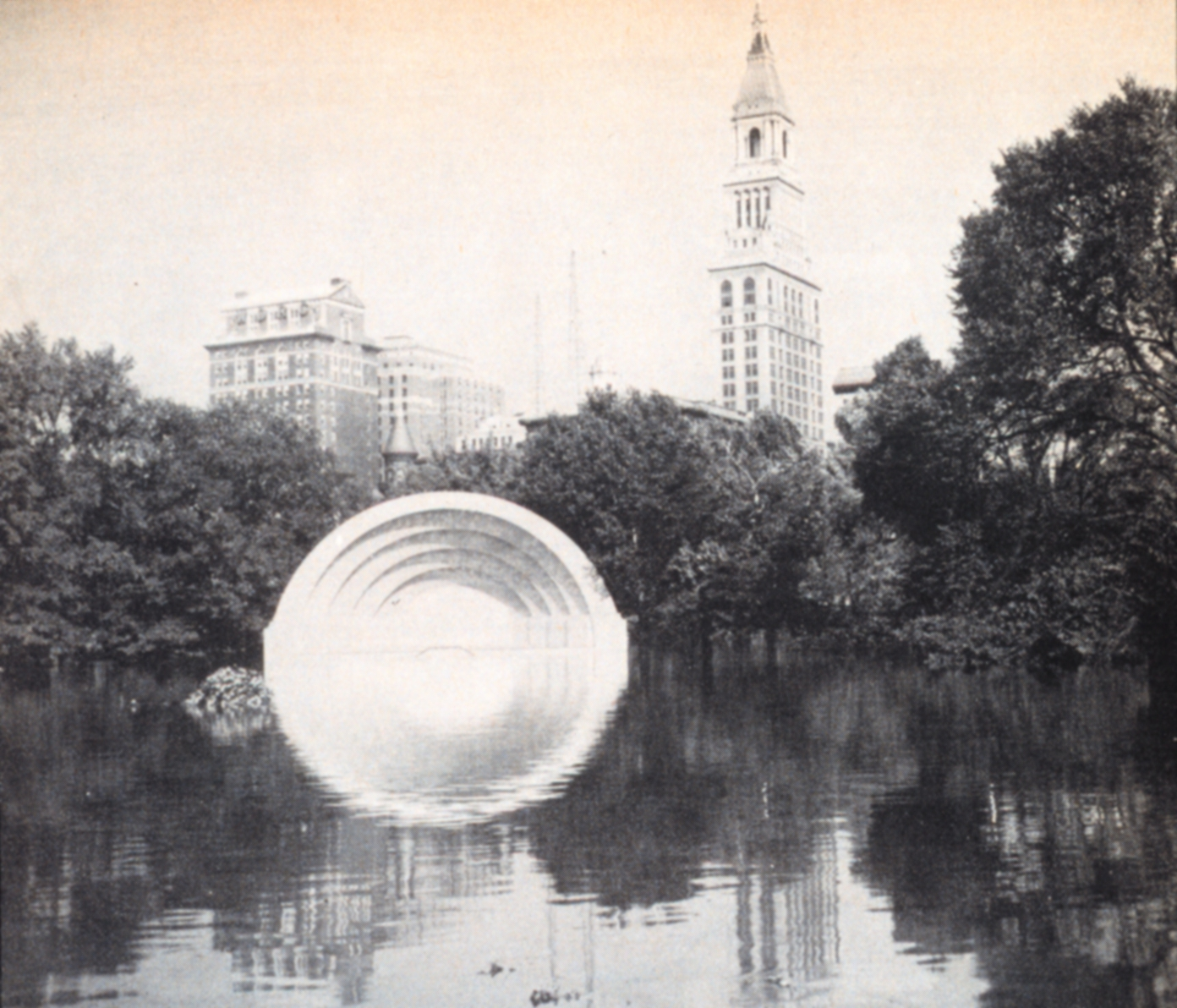
Conséquence de l'ouragan : inondations dans Bushnell Park à Hartford (Connecticut).

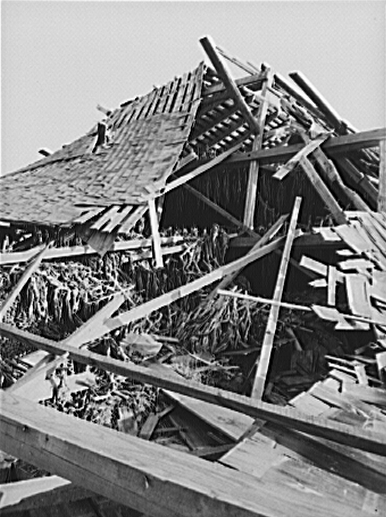
Un séchoir à tabac en ruines dans le Connecticut, par Sheldon Dick (1938).

La côte du Connecticut s'est trouvée sur le quadrant oriental de l'ouragan. Si Long Island avait effectivement joué un rôle de fusible vis-à-vis du raz-de-marée, la mer se souleva à des hauteurs inouïes dans le détroit de Long Island. Les hameaux côtiers à l'est de New Haven furent presque entièrement balayés par le vent et les vagues. À ce jour, l'ouragan de 1938 détient le record de la plus grave catastrophe naturelle survenue dans le Connecticut en 350 ans d’histoire. À l'Observatoire météorologique de Blue Hill, des rafales de 299 km/h furent enregistrées, soit les plus violentes rapportées par une station terrestre jusqu'à récemment dans un ouragan de l'Atlantique Nord.
Dans les stations balnéaires de Clinton, Westbrook, et Old Saybrook, on ne retrouva que les débris des habitations dispersés le long des routes longeant le rivage. L’actrice Katharine Hepburn quitta précipitamment sa résidence d’Old Saybrook, échappant de peu à la mort. Dans ses mémoires de 1991, elle confie qu'elle y perdit 95 % de ses effets personnels, dont l’Oscar qu'elle avait reçu en 1932, et que l'on retrouva intact par la suite. À Old Lyme, les pavillons furent couchés au sol ou soufflés par le vent. Le long de la côte de Stonington shorefront, les maisons furent arrachées de leurs fondations et retrouvées 3 km plus loin à l'intérieur des terres. Les secouristes, intervenus quelques heures plus tard dans les maisons de Mystic à la recherche de survivants, retrouvèrent des poissons et des crabes vivants jusque dans les tiroirs de cuisine et dans les cabinets.
New London fut d'abord balayée par les vents et les vagues, avant qu'un incendie se déclenche dans le quartier d'affaires le long de la côte : toute intervention étant impossible, les bureaux disparurent dans les flammes en l'espace de 10 heures. Les grandes villas qui dominaient Ocean Beach furent jetées à terre par le raz-de-marée. Un navire de 240 tonneaux qui était au mouillage à l'extrémité du quai de New London Harbor fut retrouvé échoué sur un haut-fond à plus de 3 km au large.
L'arrière-pays fut touché par des crues à grande échelle lorsque les pluies torrentielles de l'ouragan vinrent à ruisseler sur des sols déjà saturés par les pluies des semaines précédentes. Le fleuve de Connecticut fut dévié de son lit, inondant les villes et villages de Hartford à Middletown.
L’œil du cyclone se déplaça le long de la vallée du Connecticut vers le nord jusque dans le Massachusetts, où les vents violents et les inondations firent 99 victimes. À Springfield même, la rivière monta de 1,90 à 3,20 m au-dessus de son niveau normal, provoquant des dégâts considérables. Aux 102 mm de pluie qui s'étaient abattus sur l'ouest du Massachusetts la semaine précédente vinrent s'ajouter 152 mm de pluie diluvienne, entraînant de nouvelles inondations. Les habitants de Ware furent coupés du reste de l'État pendant plusieurs jours, et ne durent leur salut qu'aux vivres et médicaments largués par avion. Lors de la décrue apparut une fissure en travers du grand boulevard, d'où les conduites d'égouts faisaient saillie.
À l'est, l'ouragan laissa les villes de Falmouth et New Bedford sous 2,50 m d'eau. Les deux tiers des bateaux amarrés dans le port de New Bedford avaient coulé. La station de Blue Hills a enregistré des vents d'une vitesse moyenne de 195 km/h avec un pic historique de 299 km/h.
La voie ferrée de New Haven, reliant New Haven à Providence fut particulièrement affectée, d'innombrables ponts le long des côtes ayant été détruits ou submergés, privant par là-même des villes particulièrement touchées comme Westerly de toute liaison avec le reste de l'État.

### New Hampshire

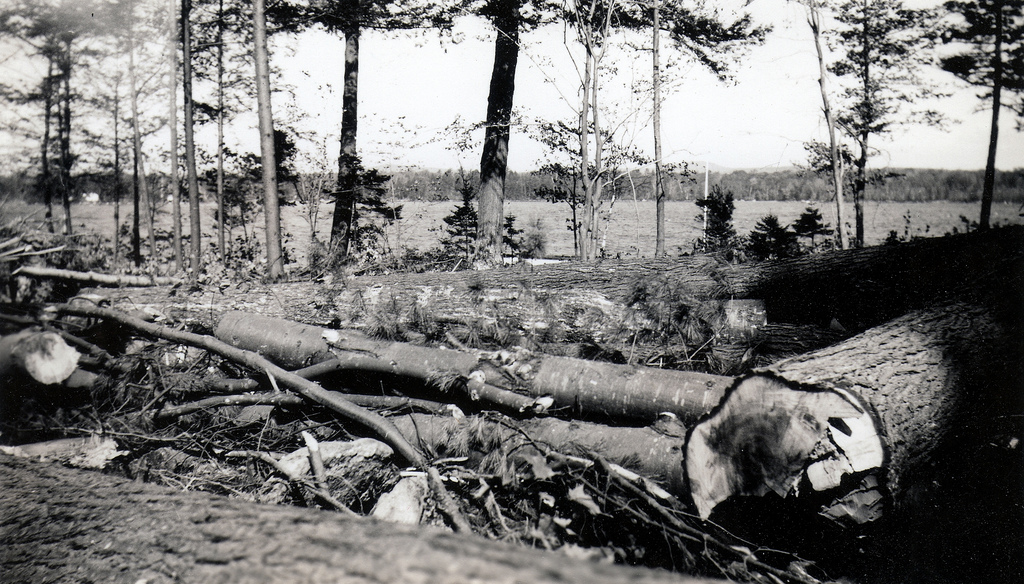
Dommages aux forêts de Wolfeboro dans le New Hampshire

Le New Hampshire fut moins touché, la trajectoire du système passant sur le Vermont voisin mais treize personnes sont quand même mortes dans l'État. À Concord, il ne tomba que 25 mm de pluie[réf. nécessaire], mais la situation fut plus sérieuse à Peterborough ; le total des dégâts a été estimé à 500 000 $US (en valeur 1938 soit 6,5 millions de $US au cours de 2005) et la tempête a détruit 10 ponts. Un feu se déclara dans le bas du centre-ville qui fut en grande partie détruit car les inondations empêchèrent les pompiers de s'y rendre. À l'observatoire météorologique du mont Washington, des vents de 219 km/h furent enregistrés.

### Maine
Dans le Maine, il y eut des bris aux arbres par le vent et des pannes de courant mais l’onde de tempête fut plutôt faible le long de la côte alors que le vent maximal fut de 113 km/h, sous le niveau d'ouragan sur cet État.

### Québec au Canada
L'ouragan est devenu un cyclone extratropical en traversant le Vermont puis est entré sur le Québec. Il y laissa une forte quantité de pluie et des vents très forts ce qui renversa les arbres.

### Source
- (en) Cet article est partiellement ou en totalité issu de l’article de Wikipédia en anglais intitulé « New England Hurricane of 1938 » (voir la liste des auteurs).